# Polyalthia parviflora
Polyalthia parviflora är en kirimojaväxtart som beskrevs av Henry Nicholas Ridley. Polyalthia parviflora ingår i släktet Polyalthia och familjen kirimojaväxter. Inga underarter finns listade i Catalogue of Life.